# Gornja Velika (żupania zagrzebska)
Gornja Velika – wieś w Chorwacji, w żupanii zagrzebskiej, w gminie Preseka. W 2011 roku liczyła 62 mieszkańców.